# Michail Botwinow
Michail Wiktorowitsch Botwinow (russisch Михаил Викторович Ботвинов; englische Transkription: Mikhail Botvinov; * 17. November 1967 in Lidinka, Oblast Tula), genannt „Boti“, ist ein ehemaliger russischer und österreichischer Skilangläufer sowie Olympiateilnehmer und war Mitglied der österreichischen Skilanglauf-Nationalmannschaft.

## Karriere
Der gebürtige Russe startete bis zur Saison 1995/96 für sein altes Heimatland, bevor er nach Streitigkeiten mit dem Verband nach Österreich wechselte und auch die österreichische Staatsbürgerschaft annahm. Nach einer Stehzeit in der Saison 1996/97, in der sich Botwinow vorwiegend bei Volkslangläufen fit hielt, durfte er ab 1997 auch für den ÖSV bei internationalen Rennen an den Start gehen.
Der Zeitsoldat des österreichischen Bundesheeres trainierte im bekannten Olympiastützpunkt Obertauern, in dem sich u. a. auch der Alpinskifahrer Hermann Maier fit hielt, und startete auch für den dortigen Skiclub. Botwinow ist mit einer Österreicherin liiert, hat einen Sohn aus seiner ersten Ehe in Russland und einen Sohn aus seiner derzeitigen Beziehung. Er lebt mit seiner Freundin und seinem zweiten Sohn in Ramsau am Dachstein in der Steiermark.
Seine größten Erfolge feierte der 1,85 Meter große Michail Botwinow bereits als Österreicher. Hervorzuheben sind besonders die Goldmedaille in der Staffel mit Christian Hoffmann, Alois Stadlober und Markus Gandler, sowie die Bronzemedaille über 50 km klassisch bei der Heim-Weltmeisterschaft in Ramsau am Dachstein 1999. Seinen Karrierehöhepunkt erlebte Michail Botwinow 2002 mit dem Gewinn der Silbermedaille über 30 km Skating bei den Olympischen Winterspielen von Salt Lake City hinter Landsmann Christian Hoffmann. Bei den Olympischen Spielen 2006 in Turin verpasste der damals 38-Jährige die Goldmedaille nur um 0,9 Sekunden und die Silbermedaille im Zielsprint gegen Jewgeni Dementjew nur um eine Zehntelsekunde, feierte aber mit dem Gewinn der Bronzemedaille über 50 km Skating einen würdigen Abschied von Olympia.
Im Oktober 2006 gab er seinen Rücktritt vom Wettkampfsport mit Ende der Saison 2006/07 bekannt.
2012 wurde Botwinow am Landesgericht Leoben zu einer viermonatigen bedingten Freiheitsstrafe auf eine Probezeit von drei Jahren verurteilt. Ihm wurde vorgeworfen, im Rahmen des Ermittlungsverfahrens gegen den ehemaligen österreichischen Langlauf-Cheftrainer Mayer gelogen zu haben, als er aussagte, kein Kunde der Wiener Blutbank „Humanplasma“ gewesen zu sein. Am 13. Juli 2018 musste er mit seiner Sporthandelsfirma Konkurs anmelden. In der Saison 2020/21 ist er als Trainer der russischen Nationalmannschaft in der Nordischen Kombination gelistet.

## Erfolge

### Olympische Winterspiele
- Albertville 1992: 5. 4 × 10 km Staffel
- Lillehammer 1994: 4. 10 km, 4. 30 km
- Salt Lake City 2002: 2. 30 km frei (Massenstart), 4. 4 × 10 km Staffel, 5. 50 km klassisch, 9. 10 km Verfolgung
- Turin 2006, 3. 50 km frei (Massenstart), 7. 2 × 15 km

### Nordische Skiweltmeisterschaften
- Falun 1993: 3. 4 × 10 km Staffel
- Ramsau 1999: 1. 4 × 10 km Staffel, 3. 50 km klassisch, 18. 30 km frei, 21. 10 km klassisch
- Lahti 2001: 5. 4 × 10 km Staffel, 13. 30 km klassisch
- Val di Fiemme 2003: 12. 30 km klassisch, 13. 15 km klassisch, 13. 50 km frei, 13. 4 × 10 km Staffel
- Oberstdorf 2005: 5. 4 × 10 km Staffel, 8. 50 km Massenstart, 8. 30 km Verfolgung

### Weltcupsiege im Einzel
| Nr. | Datum           | Ort                  | Disziplin       |
| --- | --------------- | -------------------- | --------------- |
| 1.  | 12. Januar 1999 | Nové Město na Moravě | 30 km Freistil  |
| 2.  | 20. März 1999   | Oslo                 | 50 km klassisch |

### Siege bei Worldloppet-Cup-Rennen
Anmerkung: Vor der Saison 2015/16 hieß der Worldloppet Cup noch Marathon Cup.
| Nr. | Datum         | Ort     | Rennen              | Disziplin                  |
| --- | ------------- | ------- | ------------------- | -------------------------- |
| 1.  | 12. März 2006 | Samedan | Engadin Skimarathon | 42 km Freistil Massenstart |

### Sonstige Siege bei Skimarathon-Rennen
- 1997 Engadin Skimarathon, 42 km Freistil
- 1997 Wasalauf, 90 km klassisch
- 1997 Transjurassienne, 55 km Freistil
- 1997 Tartu Maraton, 65 km klassisch
- 1998 Gsieser Tal-Lauf, 42 km Freistil
- 1998 Tartu Maraton, 63 km klassisch

## Platzierungen im Weltcup

### Weltcup-Statistik
Die Tabelle zeigt die erreichten Platzierungen im Einzelnen.
- 1.–3. Platz: Anzahl der Podiumsplatzierungen
- Top 10: Anzahl der Platzierungen unter den ersten zehn
- Punkteränge: Anzahl der Platzierungen innerhalb der Punkteränge
- Starts: Anzahl gelaufener Rennen in der jeweiligen Disziplin
- Hinweis: Bei den Distanzrennen erfolgt die Einordnung gemäß FIS.

| Platzierung         | Distanzrennen a | Distanzrennen a | Distanzrennen a | Distanzrennen a | Distanzrennen a | Skiathlon Verfolgung | Sprint | Etappen- rennen b | Gesamt | Team c | Team c  |
| Platzierung         | ≤ 5 km          | ≤ 10 km         | ≤ 15 km         | ≤ 30 km         | > 30 km         | Skiathlon Verfolgung | Sprint | Etappen- rennen b | Gesamt | Sprint | Staffel |
| ------------------- | --------------- | --------------- | --------------- | --------------- | --------------- | -------------------- | ------ | ----------------- | ------ | ------ | ------- |
| 1. Platz            |                 |                 |                 | 1               | 1               |                      |        |                   | 2      |        |         |
| 2. Platz            |                 | 3               | 2               | 3               | 1               |                      |        |                   | 9      |        |         |
| 3. Platz            |                 |                 | 1               | 2               | 4               | 1                    |        |                   | 8      |        |         |
| Top 10              |                 | 7               | 15              | 17              | 11              | 6                    |        |                   | 56     |        | 4       |
| Punkteränge         |                 | 19              | 37              | 28              | 15              | 9                    | 1      |                   | 109    |        | 6       |
| Starts              |                 | 26              | 54              | 33              | 16              | 12                   | 3      |                   | 144    |        | 6       |
| Stand: Karriereende |                 |                 |                 |                 |                 |                      |        |                   |        |        |         |

### Weltcup-Gesamtplatzierungen
| Saison    | Gesamt | Gesamt | Distanz | Distanz | Sprint | Sprint |
| Saison    | Punkte | Platz  | Punkte  | Platz   | Punkte | Platz  |
| --------- | ------ | ------ | ------- | ------- | ------ | ------ |
| 1989/90   | 14     | 30.    | –       | –       | –      | -      |
| 1990/91   | 36     | 18.    | –       | –       | –      | -      |
| 1991/92   | 51     | 6.     | –       | –       | –      | -      |
| 1992/93   | 292    | 7.     | –       | –       | –      | -      |
| 1993/94   | 149    | 16.    | –       | –       | –      | -      |
| 1994/95   | 269    | 10.    | –       | –       | –      | -      |
| 1995/96   | 401    | 7.     | –       | –       | –      | -      |
| 1996/97   | -      | -      | -       | -       | -      | -      |
| 1997/98   | 330    | 4.     | 100     | 13. 1   | 230    | 4.     |
| 1998/99   | 685    | 2.     | 413     | 1. 1    | 272    | 7.     |
| 1999/2000 | 362    | 9.     | 183     | 3. 1    | -      | -      |
| 2000/01   | 346    | 10.    | -       | -       | -      | -      |
| 2001/02   | 84     | 53.    | -       | -       | -      | -      |
| 2002/03   | 50     | 61.    | -       | -       | -      | -      |
| 2003/04   | 164    | 37.    | 164     | 25.     | -      | -      |
| 2004/05   | 83     | 52.    | 83      | 30.     | -      | -      |
| 2005/06   | 81     | 64.    | 81      | 42.     | -      | -      |
| 2006/07   | 20     | 108.   | 20      | 63.     | -      | -      |

## Auszeichnungen (Auszug)
- 1999: Silbernes Ehrenzeichen für Verdienste um die Republik Österreich[5]